# Надежда Лукянченко
Надежда Константинова Лукянченко (на руски: Надежда Константиновна Лукьянченко) е съветска и казахстанска животновъдка, дои крави в совхоза в Заречен, Казахска ССР, герой на социалистическия труд.

## Биография
Родена е на 30 май 1939 г. в село Гуряновка, Казахска ССР, СССР. Родителите ѝ са украинци. Работник е в завод за спирт и товарач в завод за производство на масло. През 1954 г. работи в колхоза „Зелена горичка“ в село Гуряновка. След това дои крави в совхоза в Заречен. Скоро става лидер по млеконадой сред работниците в совхозите. В продължение на няколко години дои по над 3200 литра мляко от крава. През 1975 г. за известно време ръководи бригадата за добитък, но скоро е върната на позицията на доячка. Работейки в совхоза изучава основите на животновъдството и ветеринарната медицина.
През 1981 г. започва работа с група крави, които не са хранени в продължение на 6 – 7 месеца. Уверява се, че всички те са осеменени, в резултата на което са се родили 36 телета. След това открива, че някои от тези крави не са давали цялото мляко по време на механичното доене. Започва да ги дои ръчно, получавайки още 3 – 4 литра мляко. До голяма степен благодарение на усилията ѝ, колективът на интегрираната бригада № 3 е признат през 1981 г. за победител в областното социалистическо съревнование между бригадите и клоновете за производство на месо и постига добри показатели в млекопроизводството. С указ на Президиума на Върховния Съвет на СССР от 22 февруари 1982 г. е удостоена с Герой на социалистическия труд „за постигане на високи резултати и трудов героизъм в изпълнението на плановете и социалистическите задължения за увеличаване на производството и продажбата на зърно и други селскостопански продукти през 1981 година“.
Избрана е за депутат на Върховния съвет на Казахската ССР в 8-ото събрание (1971 – 1974). През 1978 г. става член на КПСС. През 1981 г. е делегат на XV конгрес на Комунистическата партия на Казахстан, през 1986 г. – делегат на XXVII конгрес на КПСС.
Работи в Зареченския совхоз до 1989 г., където наставлява младежи. След пенсионирането си през 1989 г. живее в с. Чириковка, Ленински окръг, Северо-Казахстанска област. Умира на 1 август 2004 г. в село Чирикова, Казахстан, където е и погребана.

## Ордени и награди
- Герой на социалистическия труд (22 февруари 1982)
- Орден „Ленин“ (6 септември 1973)
- Орден „Ленин“ (22 февруари 1982)
- Орден „Червено знаме на труда“ (8 април 1971)
- Майстор животновъд Първи клас